# Abdul Kadir (piłkarz)
Abdul Kadir (ur. 27 grudnia 1948 w Denpasarze, zm. 4 kwietnia 2003 w Dżakarcie – indonezyjski trener i piłkarz, który występował na pozycji napastnika.
W latach 1981–1997 reprezentant Indonezji w barwach której rozegrał 111 meczów, w których zdobył 70 goli i jest najskuteczniejszym piłkarzem w historii reprezentacji, a także piłkarzem z największą liczbą występów. Jes także jedynym piłkarzem z Indonezji, który rozegrał 100 meczów dla drużyny narodowej.